# ヘレン・コータス
ヘレン・コータス・ハーシュ (Helen Kotas Hirsch, 1916年 - 2000年12月15日) は、アメリカ合衆国のホルン奏者である。シカゴ交響楽団で首席ホルン奏者を務め、アメリカのオーケストラにおける女性最初の首席管楽器奏者となった。

## 生涯

### 幼少期から学生時代
1916年、チェコ人の両親のもとに生まれ、イリノイ州ブルックフィールドで育った。6歳よりピアノを習い始め、高校時代にはコルネットを始めてのちにホルンへ転向した。ライオンズ・タウンシップ高校時代は、シカゴ交響楽団のフランク・カイルに師事している。その後シカゴ大学へと進み、1936年に心理学の学位を得て卒業したが、そのかたわら、シカゴNBC交響楽団のルイ・デュフランにホルンを習った。
コータスが最初に手にしたホルンは、父からもらったヴンダーリヒのFシングルホルンで、大学時代は姉からもらったガイヤーのダブルホルンを使用した。以後、コータスはガイヤーのホルンおよびマウスピースを使用し続けた。

### ホルン奏者としての活躍

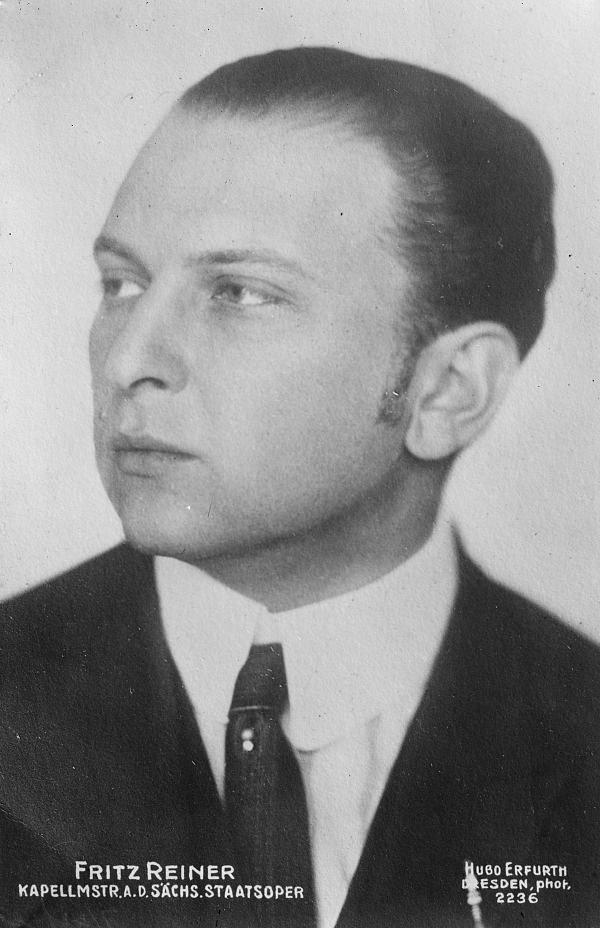
ピッツバーグ交響楽団にコータスを採用した、指揮者のフリッツ・ライナー (1920年ごろ)

14歳で、シカゴの女性オーケストラに第4ホルン奏者として参加し、翌年には第1ホルン奏者となった。また、シカゴ郊外のオーケストラでも第1ホルンを務めた。大学卒業後は、シカゴ・シヴィック・オーケストラで演奏し、フレデリック・ストックの指揮のもと、エキストラとしてシカゴ交響楽団でも演奏した。また、1940年から1941年にかけては、レオポルド・ストコフスキーが指揮する全米ユース・オーケストラの夏のツアーに参加した。
1940年には指揮者フリッツ・ライナーによるオーディションに合格し、ピッツバーグ交響楽団の第3ホルン奏者となった。翌年の1941年に、ホルン奏者のフィリップ・ファーカスがシカゴ交響楽団を退団すると、その後継者としてコータスを希望した指揮者のフレデリック・ストックは、ライナーに連絡をしてコータスの移籍許可を得た。ピッツバーグのポジションは、ジェームズ・チェンバーズが継いだ。なお、コータスがシカゴ交響楽団に入団するまで、首席奏者としてアメリカのオーケストラで活躍した女性はハープ奏者以外に存在しなかった。
1941年から1942年のシーズンからシカゴ交響楽団に参加したコータスは、1947年まで首席ホルン奏者を務めた。しかし、1947年にフィリップ・ファーカスが指揮者のアルトゥール・ロジンスキのもとでシカゴ交響楽団に復帰すると、コータスは第1ホルンから別のポジションへ移動となり、1948年にオーケストラを去った。
シカゴ交響楽団を去ったのちも、コータスはシカゴに留まり、1950年から1958年にかけてグラントパーク交響楽団で首席ホルン奏者を務めたり、1954年から1965年にかけてはシカゴ・リリック・オペラでホルン奏者を務めたりした。1953年には、シカゴ交響楽団に移った指揮者のライナーに、オーケストラに戻ってくるよう説得されたが、コータスはこれを断っている。
シカゴで、シカゴ交響楽団元在籍者の同窓会へ向かう途中、交通事故で亡くなった。

## 教育活動
アメリカン・コンサーバトリー、ホイートン大学、シャーウッド音楽大学で教鞭をとった。生徒には、ホルン奏者であり歴史的ホルンの制作者でもあるローウェル・グリアーらがいる。

## 私生活
1949年にシカゴ大学の病理医エドウィン・ハーシュと結婚した（1972年死去）。またハイドパーク・ユニオン・チャーチの会計係を務めたり、女性による慈善活動グループに参加したりした。

## 顕彰歴
2012年にインターナショナル・ウィメンズ・ブラス・カンファレンスより「パイオニア・アワード」を受賞した。

## 関連文献
- Helen Kotas (1916–200): A Female Pioneer in Major US Orchestras by Heather Lewis Thayer, DMA Dissertation, University of North Texas (2011)